# Franciszek Mazur (1897–1967)
Franciszek Mazur, ps. „Marcin”, „Górnik” (ur. 29 stycznia 1897 w Woli Batorskiej, zm. 6 maja 1967 w Jaworznie) – polski polityk, jeden z przywódców Polskiej Partii Socjalistycznej oraz przewodniczący konspiracyjnej organizacji PPS WRN  w Jaworznie podczas okupacji hitlerowskiej, członek Centralnego Związku Zawodowego Górników na terenie województwa krakowskiego, odznaczony Krzyżem Kawalerskim Orderu Odrodzenia Polski, imieniem Stanisławy i Franciszka Mazurów nazwano ulicę Mazur w Jaworznie.
Pochowany na cmentarzu „Pechnickim” w Jaworznie przy ul. Grunwaldzkiej (Kwatera X rząd 12, grób 5).

## Życiorys

### Lata młodzieńcze
Franciszek Mazur s. Kazimierza i Anny z d. Mazur, ur. 29 stycznia 1897 r. w Woli Batorskiej pow. Bochnia, syn małorolnego chłopa, ukończył 4 klasy szkoły powszechnej w Woli Batorskiej.  W 1907 r. jego ojciec wyjechał do pracy w kopalni „Michał” w Michałowicach (okolice Ostrawy w Czechach), pozostawiając go na służbie u obcych ludzi. W 1910 r. ojciec zabrał go do Ostrawy gdzie podjął pracę w kopalni „Michał” w charakterze pomocnika górnika. W latach 1912–1914 należał do polskiej organizacji „Skaut”, prowadzonej przez Jerzego Kaszpera kierownika polskiej szkoły, Towarzystwa Gimnastycznego Polskiej Partii Socjalistycznej „Sita”, która skupiła w swoich szeregach młodzież robotniczą oraz Związków Zawodowych „Unia Górników”. Do wybuchu I wojny światowej był zatrudniony w przemyśle węglowym.

### OkresI wojny światoweji20-lecia międzywojennego
W latach 1914–1918 po rozwiązaniu Towarzystwa Gimnastycznego Polskiej Partii Socjalistycznej „Sita” należał do Związków Zawodowych „Unia Górników”, w których pełnił funkcję tajnego łącznika pomiędzy strajkującymi i żądającymi poprawy bytu robotnikami. Za działalność tę został aresztowany. W tym czasie jako poborowy służył w armii monarchii austro-węgierskiej (1915-1917), z której został reklamowany przez ww. kopalnię. W kopalni pracował do 1919 r. W okresie od 7 stycznia 1919 r. do dnia 26 września 1921 r. jako ochotnik służył w 2 Pułku Szwoleżerów Rokitniańskich w Bielsku – oddział Kawalerii Wojska Polskiego. Podczas służby w wojsku brał udział: wojnie polsko-czeskiej, w zajęciu Pomorza, a także jako ochotnik w wojnie polsko-bolszewickiej (Kijów, Odessa, Zamość, Przeworsk, Włocławek i Równe).
W latach 1922–1929 w Tenczynku pracował w kopalni węgla „Krystyna” w charakterze wozaka a później górnika. Był członkiem Polskiej Partii Socjalistycznej i Centralnego Związku Górników. Latem 1924 r., będąc przewodniczącym Oddziałowego Centralnego Związku Górników, przeprowadził udany strajk przeciwko redukcji zatrudnienia. W tym czasie wchodził w skład komitetu PPS w Krzeszowicach. W latach 1922–1929 w Tenczynku pracował w kopalni węgla „Krystyna” jako górnik dołowy. Był członkiem Polskiej Partii Socjalistycznej i Centralnego Związku Górników. Latem 1924 r., będąc przewodniczącym Oddziałowego Centralnego Związku Górników, przeprowadził udany strajk przeciwko redukcji zatrudnienia. W tym czasie wchodził w skład komitetu PPS w Krzeszowicach.
W lutym 1926 r. współorganizował generalny strajk protestacyjny w Zagłębiu Krakowsko-Dąbrowskiemu, przeciwko rządom Józefa Piłsudskiego, po czym przeniósł się do Jaworzna. W Jaworznie podjął pracę jako górnik dołowy, w kopalni „Kościuszko” i wszedł w skład Komitetu PPS i Zarządu C.Z.G.
W dniu 18 maja 1931 r. podczas strajku generalnego w Zagłębiu Krakowsko-Dąbrowskim, został delegatem strajkujących, przeciwko obniżeniu płac. Strajk zakończył się zwycięstwem okupionym stratą czterech towarzyszy i kilku rannych. Dyrekcja kopalni za strajk, usunęła ze stanowiska inspektora inż. Szczymeckiego.
Pogrzeb ofiar strajku był potężną, zorganizowaną i groźną manifestacją mieszkańców Jaworzna i okolic. W związku z manifestacją władze sanacyjne utworzyły na terenie Jaworzna szkołę policji państwowej, tzw. „drewniaków” w liczbie 200 słuchaczy, którzy każdego dnia patrolowali dzielnice robotnicze.
W lutym 1932 r. był współorganizatorem generalnego strajku protestacyjnego robotników z Zagłębia Krakowsko-Dąbrowskiego, przeciwko redukcji ich zatrudnienia oraz zatopienia kopalni węgla „Klimontów”, w wyniku którego dyrekcja kopalni zaniechała wprowadzenia tych zmian.
W marcu 1933 r. w Jaworznie współorganizował strajk przeciwko redukcji zatrudnienia górników, który zakończył się sukcesem. W konsekwencji przeniesiony został wraz z załogą, z kopalni „Kościuszko” do innych kopalń. Od 1934 r. został górnikiem kopalni „Piłsudski”.
W 1934 r. wspólnie z Władysławem Susek i Stanisławem Patuchą, tworzą zasadniczy trzon Zarządu oddziałowego Towarzystwa Uniwersytetu Robotniczego w Jaworznie, który liczył około 52 członków. W ramach TUR, dla robotników i górników organizował odczyty, na których prelegentami byli m.in. Stanisław Dubois, Józef Cyrankiewicz, Papier, Matuszewski, Ryszard Rysiewicz, Kowalczyk. Każde wystąpienie prelegentów było protokołowane przez granatową policję. Obecni byli również wywiadowcy. Sale spotkań były przepełnione robotnikami i górnikami. Wydatki finansowe na organizację odczytów były pokrywane z własnych funduszy Zarządu Oddziałowego TUR, uzyskiwane z różnego rodzaju imprez oraz dobrowolnych datków robotników i górników.
W 1934 r. wspólnie z towarzyszami, powołał do życia pierwszą Gromadę Czerwonych Harcerzy, która w 1937 r. utworzyła najliczniejszy Hufiec Czerwonych Harcerzy na terenie województwa krakowskiego i tarnowskiego. W 1939 r. Hufiec Czerwonych Harcerzy liczył 400 harcerzy.
Dzięki rzetelnej i ofiarnej pracy całego grona „Turowców” i starszych harcerzy, Franciszek Mazur, Stanisława Mazur – jego żona (prowadziła bibliotekę), Edward Bulgi, Władysław Susek i Stanisław Patuch, mogli zorganizować obozy harcerskie, stworzyć bibliotekę – ok. 2.000 pozycji książek, zakupić radio, sztandar, a harcerzom sprzęt turystyczny i mundury.
W sierpniu 1937 r. był współorganizatorem strajku jaworznickich górników, którzy popierali również strajk chłopski.
W 1938 r. w Jaworznie i Łodzi klasa robotnicza odniosła zwycięstwo. W kwietniu 1939 r. Burmistrzem Jaworzna został Jan Nosal działacz PPS, były poseł na Sejm II kadencji w II RP.

### OkresII wojny światowej
Okres okupacji hitlerowskiej to czas walki członków PPS. Majątek TUR został ukryty pośród jego członków. Na początku okupacji Franciszek Mazur korzystał z ukrytego radia „TUR” i przekazywał uzyskane wiadomości zaufanym członkom partii.
W grudniu 1939 r. otrzymał polecenie z Okręgowego Komitetu Wykonawczego PPS w Krakowie (w okresie od października 1939 r. do maja 1944 r. PPS przyjęła konspiracyjną formę działania Wolność, Równość, Niepodległość) nawiązania kontaktu ze starymi towarzyszami. W 1940 r. Adam Rysiewicz ps. „Skiba”, „Teodor”, „Adam” polecił mu zorganizowanie powiatu OW PPS w Jaworznie, które to zadanie wykonał w lutym 1940 r. Zadaniem OW PPS w Jaworznie, było dostarczanie nielegalnych dokumentów zagrożonym obywatelom polskim, przeprowadzanie ich przez „zieloną granicę” do Generalnej Guberni, dostarczanie lekarstw i żywności więźniom obozu KL Auschwitz – Birkenau oraz do obozu w Sosnowcu, organizowanie ucieczek więźniom, sabotowanie ruchu zakładu pracy poprzez spalanie zasobów węgla znajdujących się na zwałach kopalnianych, podkładanie bomb zegarowych pod niemieckie pociągów (transporty), organizowanie pomocy dla społeczności lokalnej oraz dostarczanie materiałów wybuchowych, pochodzących z kopalni, do Generalnej Guberni, celem prowadzenia działań dywersyjno – sabotażowych na terenach okupowanych.
W latach 1940–1941 kierownictwo organizacji podziemnej PPS na terenie Brzeszcz, czyli, Jan Nosal ps. „Jan”, „Boruta”, Piotr Hałoń, Marcin Krzemień i Alozy Firganek, nawiązało ścisłą współpracę z PPS obwodu jaworznicko – chrzanowskiego, którą kierował Franciszek Mazur ps. „Marcin”, „Górnik” wspólnie z Franciszkiem Kobielskim ps. „Seret”, Franciszkiem Gują ps. „Wierny”, Michałem Stożkiem ps. „Trójkąt”, Bolesławem Łuckosiem ps. „Łoś”, Ludwikiem Kitą ps. „Sęp”, Franciszkiem Kasprzykiem ps. „Błękitny”, Stanisławem Stolarczykiem ps. „Maszynista” oraz Józefem Mrożkiem ps. „Strug”. Obie organizacje podlegały Adamowi Rysiewiczowi, który z ramienia Okręgowego Komitetu Robotniczego PPS w Krakowie, sprawował nadzór nad organizacją i działalnością konspiracyjną PPS na terenach przyłączonych do Rzeszy – Zagłębia Dąbrowskiego, Jaworznickiego, Chrzanowskiego, Oświęcimskiego i Brzeszcz.

#### Grypsy i ucieczki z KL Auschwitz
Organizacja PPS w Jaworznie rozważała zorganizowanie ucieczki Stanisława Dubois – popularnego przywódcy „Staśka” z KL Auschwitz, który został stracony w sierpniu 1942 r. Franciszek Mazur brał udział w przygotowaniu ucieczki Józefa Cyrankiewicza z obozu KL Auschwitz, ponieważ znał go osobiście (ucieczka ta nie doszła do skutku).Ubranie cywilne m.in. dla Józefa Cyrankiewicza przekazał Karol Bąk – krawiec z Brzeszcz, który otrzymywał je z terenu Wiednia.
Udzielił schronienia w swoim domu w Jaworznie więźniowi z obozu w Oświęcimiu Kazimierzowi Hałoń, który uciekł w dniu 10 lutego 1943 r..
Stanisława Mazur, żona Franciszka Mazura ps. „Marcinowa” była łączniczką. Odbierała ona między innymi, od Jana Nosala ps. „Jan”, „Boruta”, grypsy przekazywane przez Józefa Cyrankiewicza, będącego więźniem KL Auschwitz., a następnie przewoziła je do Jaworzna. Grypsy do Jana Nosala dostarczał robotnik cywilny o imieniu Franek (b.d.b.) – obozowy łącznik.
Wspomnieć należy, że grypsy z/do obozu były niejednokrotnie ukryte w ubraniach Stanisława Mazur – syna Franciszka i Stanisławy Mazur. Z uwagi na znajomości języka niemieckiego Stanisław Mazur mógł swobodnie przebywać w wagonach tylko dla Niemców podczas podróży pociągiem z Brzeszcz do Jaworzna. Z Jaworzna grypsy były przesyłane do Krakowa na ulicę Św. Krzyża 14 do Feliksa Jędrusik do na drugi adres przy ul. Starowiślanej 14 do Stanisława Ulatowskiego, przez maszynistów kolejowych Stanisława Stolarczyka bądź Jana Rożnowskiego oraz kierownika pociągu Józefa Białas. W przypadku ważnych informacji Franciszek Mazur osobiście je doręczał do Adama Rysiewicza, który w Krakowie przebywał pod adresem przy ul. Kingi 3.

#### Dekonspiracja
W nocy z 11 na 12 sierpnia 1943 r. na terenie powiatów: będzińskiego, sosnowieckiego oraz chrzanowskiego, okupant niemiecki przeprowadził akcję „Oderberg”, która była wymierzona przeciwko członkom organizacji podziemnych PPS WRN oraz PPR działających na terenie powiatów: będzińskiego, sosnowieckiego oraz chrzanowskiego.
W tym czasie Stanisława Mazur udała się do domu Jana i Gabrieli Nosal w Brzeszczach, aby ich ostrzec przed ewentualnym zatrzymaniem przez Gestapo i aresztowaniem. W domu Nosalów Gestapo zorganizowało zasadzkę, w wyniku której została zatrzymana i aresztowana wraz z wymienionymi.
W dniu 13 sierpnia 1943 r. transportem z Katowic przewieziono ją do KL Auschwitz. W obozie oznaczona została jako więźniarka polityczna numerem 54723. W dniu 27 grudnia 1943 r. zginęła w KL Auschwitz.
Po aresztowaniu żony Franciszek Mazur był poszukiwany listami gończymi wydanymi przez Gestapo, zmuszony do ucieczki z Jaworzna, ukrył swoje dzieci Franciszkę, Halinę oraz Stanisława, na terenie Generalnej Guberni, następnie na polecenie Adam Rysiewicza ps. „Teodor” przerzucono go na teren powiatu myślenickiego do oddziału partyzanckiego jako kierownika Oddziałów Wojskowych Powstańczego Pogotowia Socjalistów (OW PPS).
W okresie tym posługiwał się pseudonimem „Górnik” jako kierownik OW PPS był w oddziale partyzanckim ppor. Stanisława Długosza ps. „Zamek”, który był dowódcą Oddziału Bojowego im. tow. „Teodora". Głównym zadaniem oddziału partyzanckiego było likwidowanie konfidentów i odbieranie hitlerowcom kontyngentów oraz zwiększenie stanu osobowego oddziału. Po pewnym czasie Oddział Bojowy im. tow. „Teodora” został przerzucony w okolice Lanckorony. Z uwagi na dobrą znajomość terenu chrzanowskiego zostaje przerzucony z powrotem do Jaworzna, skąd prowadzi działania na terenie Brzeszcz i Oświęcimia.

### Schyłek wojny i czasy powojenne
W styczniu 1945 po wyzwoleniu Jaworzna i okolic, zajmuje się powołaniem Zarządu Miejskiego oraz kierownictwa zakładów pracy z radami zakładowymi.
W lutym 1945 r. zostaje powołany na stanowisko wicedyrektora Kopalni „Jaworzno” oraz przewodniczącego Miejskiego Komitetu Polskiej Partii Socjalistycznej. Na stanowisku tym pozostaje do połączenia się PPS z PPR tj. do dnia 15 grudnia 1948 r. Po połączeniu się obu partii zostaje jej członkiem. Piastuje mandaty w Prezydium Miejskiej Rady Narodowej, Centralnym Związku Górników, Związku Bojowników o Wolność i Demokrację oraz sądownictwie, jako ławnik. W 1952 r. przechodzi na rentę inwalidzką

#### Aresztowanie i niesłuszne skazanie
W dniu 1 stycznia 1952 r. w Jaworznie, na podstawie donosu (rozpracowanie o krypt. „DIAMENT”), zostaje zatrzymany przez funkcjonariuszy Wojewódzkiego Urzędu Bezpieczeństwa w Krakowie za wrogą propagandę. Orzeczeniem nr CKS 908/52 z dnia 24 maja 1952 r. Komisji Specjalnej w Warszawie, zostaje skazany na 6 miesięcy obozu pracy z zaliczeniem aresztu tymczasowego od dnia 19 stycznia 1952 r., za to, że: w dniu 4 grudnia 1951 r. w Jaworznie, pow. Chrzanowskim, znieważył osobę Generalissimusa Józefa Stalina, używając pod jego adresem słów powszechnie uznanych za obelżywe”, tj. za czyn z art. 112 § 2 i art. 125 § 2 kk. Po zwolnieniu z więzienia w dniu 19 lipca 1952 r. musiał się meldować w Komisariacie MO w Jaworznie. Podjął pracę jako stróż w Energobudowie przy Siłowni Jaworzno II, a następnie w Kopalni „Kościuszko-Nowa” do dnia 4 lipca 1957 r. Sąd Najwyższy w Izbie Karnej postanowieniem sygn. akt IV K.O. 17/57 z dnia 2 lutego 1957 r., uchylił orzeczenie.